# Eunidia timida
Eunidia timida är en skalbaggsart som beskrevs av Francis Polkinghorne Pascoe 1864. Eunidia timida ingår i släktet Eunidia och familjen långhorningar. Inga underarter finns listade i Catalogue of Life.